# 童銓
童銓（1372年—？），字士衡，浙江嚴州府淳安縣人，民籍，明朝政治人物。進士出身。

## 生平
國子生，應天府鄉試第六名。建文二年（1400年）庚辰科會試第九名，殿試登進士三甲。

## 家族
曾祖童原隆、祖父童仲仁，父亲童叔名。